# Oritoniscus henrici
Oritoniscus henrici là một loài chân đều trong họ Trichoniscidae. Loài này được Vandel miêu tả khoa học năm 1957.